# Veronica paniculata
Veronica paniculata är en grobladsväxtart som beskrevs av Carl von Linné. Veronica paniculata ingår i släktet veronikor, och familjen grobladsväxter. Inga underarter finns listade i Catalogue of Life.